# Melanum neozelandicum
Melanum neozelandicum är en tvåvingeart som beskrevs av Malloch 1931. Melanum neozelandicum ingår i släktet Melanum och familjen fritflugor. Inga underarter finns listade i Catalogue of Life.